# Höhlengleichnis
Das Höhlengleichnis ist eines der bekanntesten Gleichnisse der antiken Philosophie. Es stammt von dem griechischen Philosophen Platon (428/427–348/347 v. Chr.), der es am Anfang des siebten Buches seines Dialogs Politeía von seinem Lehrer Sokrates erzählen lässt. Es verdeutlicht den Sinn und die Notwendigkeit des Philosophierens, welches als ein Befreiungsprozess dargestellt wird. Das Ziel ist der Aufstieg aus der sinnlich wahrnehmbaren Welt der vergänglichen Dinge – die mit einer unterirdischen Höhle verglichen wird  – in die rein geistige Welt des Seins der unwandelbaren Ideen. Das Ringen um Befreiung von der Anhaftung an die Welt der alltäglichen Wahrnehmungen muss zwar jeder für sich vollziehen, da aber der Mensch gemäß Platons Staat ein sozial-politisches Lebewesen darstellt, ist es zugleich auch ein gemeinschaftliches Bemühen. Zuvor, gegen Ende des sechsten Buches, hat Sokrates das Sonnengleichnis und das Liniengleichnis vorgetragen. Als Abschluss und Höhepunkt dieser Reihe von Metaphern zählt das Höhlengleichnis zu den Grundtexten der platonischen Philosophie, da es zentrale Aussagen von Platons Ontologie und Erkenntnistheorie veranschaulicht.

## Das Gleichnis

### Bezug
Im sechsten Buch der Politeia hat Sokrates seinen Gesprächspartnern Glaukon und Adeimantos, den beiden Brüdern Platons, die ethischen und intellektuellen Anforderungen erläutert, die ein Philosoph zu erfüllen habe, um sich für das Denken in den höchsten Bereichen des Erkenntnisvermögens und zugleich für die Führung eines Staates zu qualifizieren. Im siebten Buch legt Sokrates ausführlich dar, worin aus philosophischer Sicht Bildung und Unbildung bestehen und welche Art von Erkenntnissen und Befähigungen das Philosophieren letztlich zu erlangen strebt. Um dies zu veranschaulichen, erzählt er einleitend das Höhlengleichnis. Im weiteren Gespräch stellt sich besonders Glaukon die Einzelheiten bildhaft vor.

### Inhalt

Bildliche Veranschaulichung der Situation der Höhleninsassen

Sokrates beschreibt eine unterirdische, höhlenartige Behausung, von der aus ein rauer und steiler Gang, einem Schacht ähnlich, nach oben zur Erdoberfläche führt. In dieser Höhle leben Menschen, die dort ihr ganzes Leben als Gefangene verbracht haben. Sie sind sitzend an Schenkeln und Nacken so festgebunden, dass sie immer nur nach vorn auf die Höhlenwand blicken und ihre Köpfe nicht drehen können. Daher können sie den Ausgang, der sich hinter ihren Rücken befindet, nie erblicken und von seiner Existenz nichts wissen. Auch sich selbst und die anderen Gefangenen können sie nicht sehen; das einzige, was sie je zu Gesicht bekommen, sind die Schatten, auf die zu blicken sie fixiert worden sind. Weit oben hinter ihnen brennt ein fernes Feuer, dessen Licht den Schatten sichtbar macht; jedoch sehen die Gefangenen nur die helle Wand mit den Schatten vor sich, nicht die Lichtquelle.
Zwischen den Gefangenen und dem hinter ihnen lodernden Feuer wurde eine Mauer errichtet, die aber nicht so hoch ist, dass sie das Licht des Feuers völlig abschirmen kann. Hinter der Mauer verläuft ein Weg, auf dem Gegenstände getragen werden, die über die Mauer herausragen und die Schatten werfen; sie können die Gestalten von Menschen, anderer Lebewesen und beliebiger Dinge haben, die aus Stein oder Holz gefertigt sind. Dass die Gegenstände dort sind, wer sie dahinter trägt, bleibt den Gefangenen verborgen, da sie weder ihre Köpfe wenden, noch zu der Mauer hingehen können, um einen Blick hinter sie zu werfen. So sehen sie an der Höhlenwand nur die Schatten, die die rückwärtig vom Feuer angeleuchteten, wie von Puppenspielern bewegten Objekte nach dort werfen und hören, dass mitunter gesprochen wird.
Wenn gesprochen wird, hallt das Echo von der Höhlenwand so zurück, dass die Gefangenen den Eindruck haben, als wären es die Schatten selber, die untereinander oder auch zu ihnen Rede führten. Sie erachten diese scheinbar sprechenden Schatten als reale Menschen und deuten alles, was geschieht, als deren Handlungen. Das, was sich auf der Wand abspielt, stellt für sie die gesamte Wirklichkeit dar und gilt ihnen als schlechthin wahr. Sie entwickeln eine Wissenschaft von den Schatten und versuchen in deren Auftreten und Bewegungen Gesetzmäßigkeiten festzustellen, um daraus Prognosen abzuleiten. Lob und Ehre spenden sie dem, der die besten Voraussagen macht.
Nun bittet Sokrates Glaukon, sich vorzustellen, was geschähe, wenn einer der Gefangenen losgebunden und genötigt würde, aufzustehen, sich umzudrehen, in Richtung des Höhlenausganges zu schauen und sich den Gegenständen selbst, deren Schatten er bisher beobachtet hat, zuzuwenden. Diese Person wäre schmerzhaft vom Licht geblendet und verwirrt. Sie hielte die nun in ihr Blickfeld gekommenen Dinge für weniger real als die ihr vertrauten Schatten. Daher hätte sie das Bedürfnis, wieder ihre gewohnte Position einzunehmen, denn sie wäre überzeugt, nur an der Höhlenwand sei die Wirklichkeit zu finden. Gegenteiligen Belehrungen eines wohlgesinnten Befreiers würde sie keinen Glauben schenken.
Wenn man den Befreiten nun mit Gewalt aus der Höhle schleppte und durch den unwegsamen und steilen Aufgang an die Oberfläche brächte, würde er sich dagegen sträuben und wäre noch verwirrter, denn er wäre vom Glanz des Sonnenlichts geblendet und könnte daher zunächst gar nichts sehen. Langsam müsste er sich an den Anblick des Neuen gewöhnen, wobei er erst Schatten, dann Spiegelbilder im Wasser und schließlich die Menschen und Dinge selbst erkennen könnte. Nach oben blickend würde er sich erst mit dem Nachthimmel vertraut machen wollen, später mit dem Tageslicht, und zuletzt würde er es wagen, die Sonne unmittelbar anzusehen und ihre Beschaffenheit wahrzunehmen. Dann könnte er auch begreifen, dass es die Sonne ist, deren Licht Schatten erzeugt. Nach diesen Erlebnissen und Einsichten hätte er keinerlei Bedürfnis mehr, in die Höhle zurückzukehren, sich mit der dortigen Schattenwissenschaft zu befassen und dafür von den Gefangenen belobigt zu werden.
Sollte er dennoch an seinen alten Platz zurückkehren, so müsste er sich erst wieder langsam an die Finsternis der Höhle gewöhnen. Daher würde er einige Zeit bei der dort üblichen Begutachtung der Schatten schlecht abschneiden. Daraus würden die Höhlenbewohner folgern, er habe sich oben die Augen verdorben. Sie würden ihn auslachen und meinen, es könne sich offenbar nicht lohnen, die Höhle auch nur versuchsweise zu verlassen. Wenn jemand versuchte, sie zu befreien und nach oben zu führen, würden sie ihn umbringen, wenn sie könnten.

### Deutung
Anschließend erklärt Sokrates Glaukon, wie das Gleichnis zu verstehen ist. Die Höhle versinnbildlicht die Welt, die sich den Sinnen darbietet, die normale Umgebung des Menschen, die man gewohnheitsmäßig mit der Gesamtheit des Existierenden gleichsetzt. Der Aufstieg ans Tageslicht entspricht dem Aufstieg der Seele von der Welt der vergänglichen Sinnesobjekte zur „geistigen Stätte“, der intelligiblen Welt, in der sich das nur geistig Erfassbare befindet. Damit meint Platon die unwandelbaren Ideen, die Ur- und Vorbilder der materiellen Phänomene im Sinne seiner Ideenlehre. Unter diesen rein geistigen Dingen nimmt die Idee des Guten den höchsten Rang ein, ihr entspricht im Höhlengleichnis die Sonne. Zur Idee des Guten muss man nach Sokrates’ Überzeugung vorgedrungen sein, um im privaten oder öffentlichen Leben vernünftig handeln zu können.
Zugleich betont Sokrates aber, dass das, was er darlegt, nur eine Ahnung oder Hoffnung (elpís) sei, also kein Wissen. Er äußere zwar auf Glaukons Wunsch seine Ansicht, aber Gott mag wissen, ob sie richtig ist. Damit stellt er klar, dass er selbst den Aufstieg zur Idee des Guten nicht bewältigt hat und nicht eine eigene Erfahrung schildert, sondern nur seine Vorstellung.
Schließlich weist Sokrates noch darauf hin, dass jemand, der in die Höhle zurückkehrt, sich von der Betrachtung des Göttlichen ins menschliche Elend zurückversetzt findet, wo er sich erst zurechtfinden muss. Daher kommt er seiner verständnislosen Umgebung ungeschickt und lächerlich vor. Wären die Höhlenbewohner einsichtiger, so könnten sie verstehen, dass es zwei ganz verschiedene Arten von Störung der Sehkraft gibt. Die eine tritt auf, wenn man vom Licht ins Dunkel gelangt, die andere, wenn man vom Dunkel ins Licht versetzt wird. So verhält es sich auch mit der Seele einer Person, die nach einem Übergang in einen anderen Erfahrungsbereich verwirrt ist und etwas nicht erkennen kann. Der Betreffende sollte nicht ausgelacht werden. Es kommt darauf an, ob er aus dem Licht der Wirklichkeitserkenntnis kommt und sich nun von ungewohnter Finsternis umhüllt findet oder ob er aus relativer Unwissenheit in einen Bereich größerer Klarheit, die ihn nun blendet, vorgedrungen ist. Diese beiden gegensätzlichen Ursachen können die gleiche Wirkung hervorrufen, was für die Einschätzung der jeweiligen Situation von grundlegender Bedeutung ist.
Die anschließenden Ausführungen des Sokrates betreffen die philosophische Bildung, die eine Kunst der „Umlenkung“ (periagōgḗ) ist. Sie soll die Seele von der Dunkelheit des Vergänglichen zur Helle des vollkommenen Seienden hinlenken und schließlich zur Schau der Idee des Guten befähigen. Ein solcher Aufstieg kann nur einem Philosophen gelingen, der sich lange beharrlich darum bemüht. Sokrates betont, dass ebenso, wie sich das Auge des Höhlenbewohners nur zusammen mit dem ganzen Körper umwenden kann, auch das Organ der Seele, mit dem sie begreift, nicht für sich allein, sondern nur zusammen mit der ganzen Seele die Umwendung zum Seienden vollziehen kann. Auch die irrationalen Seelenteile bedürfen der Umorientierung. Der erforderliche Bildungsweg wird von Sokrates detailliert beschrieben. Er umfasst zunächst den weniger wichtigen Unterricht in Gymnastik und Musik, dann das Studium der für die philosophische Propädeutik benötigten Fächer in der Reihenfolge Arithmetik, ebene Geometrie, räumliche Geometrie, Astronomie und Harmonielehre. Dabei ist darauf zu achten, dass man auf eine unter philosophischem Gesichtspunkt angemessene Weise vorgeht, nicht empirisch, sondern theoriebasiert; anderenfalls sind die Bemühungen unnütz. Erst danach beginnt die Ausbildung in der Dialektik, der methodischen philosophischen Wahrheitssuche.
Wenn der Philosoph sein Ziel erreicht hat, möchte er gern dauerhaft in dem höheren Bereich bleiben. Er ist aber verpflichtet, in die „Höhle“ zurückzukehren, denn er trägt Verantwortung für das Schicksal seiner Mitbürger, die er dort zurückgelassen hat und die seine Hilfe benötigen. Da er über die Tugend der Gerechtigkeit (im Sinne von Platons Gerechtigkeitsverständnis) verfügt, sieht er das ein.

## Historischer und philosophischer Hintergrund
In der Politeia – auch im Höhlengleichnis – wird spezifisch platonisches Gedankengut vorgetragen. Der „platonische“ Sokrates, der hier als Sprecher auftritt und die Gleichnisse erzählt, ist eine literarisch gestaltete Figur. Seine Position kann daher nicht mit der des historischen Sokrates, dessen Schüler Platon war, gleichgesetzt werden.
Die Feststellung, dass die Höhlenbewohner einen Befreier am liebsten umbrächten, ist eine Anspielung auf das Ende des Sokrates, der im Jahr 399 v. Chr. wegen seines unerwünschten Einflusses auf die Jugend zum Tode verurteilt und hingerichtet wurde.
Nach der Ideenlehre sind alle sinnlich wahrnehmbaren Dinge nur unvollkommene und daher fragwürdige Abbilder. Als solche sind sie bestenfalls von sehr begrenztem Wert. Naturgegenstände, darunter auch die Körper der Lebewesen, sind Abbilder von Ideen. Kunstprodukte, etwa Werke der bildenden Kunst, deren Urheber Naturgegenstände nachahmen, sind Abbilder von Abbildern und daher noch minderwertiger als das, was sie darstellen sollen. Mit solchen Abbildern von Abbildern haben es die Höhlenbewohner zu tun, denn die getragenen Gegenstände, deren Schatten sie sehen, sind keine Naturdinge, sondern künstliche Nachbildungen lebender Körper. Die Gefangenen, die im Gleichnis für die Masse der unphilosophischen Menschen stehen, leben somit in einer Kunst- und Phantasiewelt von Abbildern zweiter Ordnung. Ihre Meinungen sind völlig falsch.

## Rezeption

### Philosophie und Theologie

#### Antike und Mittelalter
Cicero teilt in seiner Schrift De natura deorum ein Gleichnis mit, das aus einem heute verlorenen Werk des Aristoteles – wahrscheinlich Über die Philosophie – stammt und formal an Platons Höhlengleichnis erinnert. Aristoteles stellt sich Menschen vor, die ihr ganzes Leben unter der Erde in gut eingerichteten, prachtvollen Wohnungen verbringen und dort über alle Besitztümer derjenigen, die man gewöhnlich für glücklich hält, verfügen. Vom Walten der Götter haben sie nur durch Hörensagen Kunde erhalten. Eines Tages können sie aus ihren unterirdischen Wohnstätten entwischen und an die Erdoberfläche gelangen. Nun erblicken sie zum ersten Mal das Land, die Meere und den Himmel und insbesondere die Größe, Schönheit und Macht der Sonne sowie auch den nächtlichen Sternenhimmel und die regelmäßigen Bewegungen der Himmelskörper. Dadurch gelangen sie zur Folgerung, dass es Götter geben muss, die all dies bewirken.
Der Mittelplatoniker Maximos von Tyros (2. Jahrhundert) erzählt ein Gleichnis, das einzelne formale Elemente aus Platons Höhlengleichnis enthält, doch ist der Sinn und Zweck seiner Ausführungen ein ganz anderer.
Der spätantike christliche Schriftsteller Arnobius der Ältere teilt in seiner Schrift Adversus nationes („Gegen die Heiden“) eine Höhlengeschichte als Gedankenexperiment mit. Bei ihm enthält die Höhle einen abgeschlossenen bewohnbaren Raum, in dem ein einzelner Mensch heranwächst, der von einer immer schweigenden Amme mit Nahrung versorgt wird. Wenn der in völliger Einsamkeit Aufgewachsene erwachsen ist, kommt er zum ersten Mal heraus und wird über seine Herkunft und Lebensgeschichte und über ihm bisher völlig unbekannte Dinge befragt. Dabei erweist er sich als hilflos, zumal er gar nicht reden kann. Mit diesem Gedankenexperiment will Arnobius die platonische Auffassung widerlegen, wonach die Seele von Natur aus über ein ureigenes Wissen verfügt, das latent in ihr vorhanden ist und an das sie sich erinnern kann, wenn sie einen entsprechenden Anstoß erhält (Anamnesis-Theorie). Dabei übersieht er allerdings, dass der „spätantike Kaspar Hauser“ die an ihn gestellten Fragen nicht beantworten kann, weil er sie gar nicht versteht, ja nicht einmal merkt, dass es Fragen sind, die an ihn gerichtet werden, und dass von ihm Antworten erwartet werden. Sprachkenntnis ist für Platon kein Inhalt der Anamnesis (Erinnerung der Seele an ihr einstiges Wissen). Daher ist das Gedankenexperiment mit einem Sprachunkundigen zur Widerlegung der Anamnesis-Theorie von vornherein untauglich. Es muss, wie Hans Blumenberg feststellt, schon an der Verkennung der Bedingung seiner Möglichkeit scheitern, die im Begreifen der Fragen besteht.
Der Kirchenvater Gregor von Nyssa (4. Jahrhundert) und der einflussreiche byzantinische Schriftsteller Symeon der Neue Theologe (949–1022) ersannen Gefängnis-Gleichnisse, mit denen sie an den Grundgedanken von Platons Höhlengleichnis anknüpften und ihn im Rahmen ihrer christlichen Zielsetzung abwandelten.

#### Frühe Neuzeit
Giordano Bruno (1548–1600) griff das platonische Motiv auf, um das neue, von Nikolaus Kopernikus initiierte Weltbild vom mittelalterlichen abzugrenzen. Er sah in den mittelalterlichen Scholastikern die Gefangenen und in Kopernikus den Befreier, der zum ersten Mal den Weg aus dem Gefängnis der Unwissenheit gezeigt habe.
Der niederländische Dichter Hendrik Laurenszoon Spiegel (1549–1612) verfasste das Gedicht Hertspiegel („Herzspiegel“), in dem er seine philosophischen Ansichten darlegt. Im dritten Buch des „Herzspiegels“ erzählt er eine neue Version des Höhlengleichnisses, in der die Höhle das menschliche Herz versinnbildlicht.
Für Francis Bacon (1561–1626) sind die Schattenbilder individuelle Vorurteile, irrige Vorstellungen, die der Mensch beim Heraustreten aus der Höhle seiner Unwissenheit mitbringt und die ihn am Verstehen der Naturgegebenheiten hindern. Sie beeinträchtigen die gesamte Tätigkeit des Intellekts, da sie falsche Voraussetzungen schaffen. Jeder Mensch hat seine eigene Höhle, die das Licht der Natur bricht und verdirbt.

#### Moderne
Martin Heidegger ging in seiner Kritik des platonischen Wahrheitsbegriffs vom Höhlengleichnis aus. Er legte seine Auffassung in den Abhandlungen Vom Wesen der Wahrheit. Zu Platons Höhlengleichnis und Theätet und Platons Lehre von der Wahrheit dar. Heidegger deutete das griechische Wort alḗtheia („Wahrheit“) etymologisch als „Unverborgenheit“ und meinte, die Unverborgenheit liege in der Sache selbst. Platon habe sie nicht dort gesucht, sondern in das Erkennen des Menschen verlegt und zu einer Beziehung zwischen erkennendem Subjekt und erkanntem Objekt gemacht. Damit sei Wahrheit nicht mehr als Selbstoffenbarung der Dinge, sondern als Übereinstimmung der Aussage mit ihrem Gegenstand bestimmt worden. Das Höhlengleichnis markiere den Wendepunkt zu einem neuen Wahrheitsbegriff, der seither das Wahrheitsverständnis geprägt habe. Heidegger hielt diese Wende für bedauerlich und wollte sie rückgängig machen, denn er sah darin den Beginn einer Dekadenz. Seine Interpretation löste ein starkes, teils kritisches Echo aus. Der Annahme einer Entwicklung von einem früheren zu einem späteren Wahrheitsverständnis wird der Quellenbefund entgegengehalten: Es lässt sich belegen, dass die von Heidegger auf verschiedene Epochen verteilten Bedeutungen im Griechischen von Anfang an vorhanden waren.
Hans Blumenberg nimmt in seinem Werk Höhlenausgänge (1989) die Höhlenmetapher zum Ausgangspunkt für eine Fülle philosophischer Erwägungen, wobei er immer wieder auf Platons Gleichnis zurückkommt und auch dessen Rezeptionsgeschichte ausführlich erörtert. Er meint, der Höhlenmythos vergegenwärtige die Hilflosigkeit des dialogischen Verfahrens, die dialogische Verlegenheit. Dies zeige sich darin, dass der zur Erkenntnis Aufgestiegene und dann in die Höhle Zurückgekehrte auf den erbitterten Widerstand der mordentschlossenen Höhlenbewohner stößt: Nichts ist schwieriger als das Angebot der Freiheit akzeptabel zu machen. (…) Die Mittel des Rückkehrers reichen nicht aus, Lust auf Nachvollzug der Befreiung zu wecken, weil dies der Dialog von Natur aus nicht kann. Der Rückkehrer scheitert, weil er auf sokratische Weise seiner Aufgabe genügen will. Der sokratische Dialog, mit dem der Gesprächspartner in Widersprüche verwickelt wird, müsse in der Schattenwelt scheitern, da es dort keine Widersprüche gebe, sondern nur eine Folge von Erscheinungen, deren Vorhersage den Höhlenbewohnern Lustgewinn verschaffe. In der Höhle gebe es weder die Neugierde auf das Draußen noch die Disposition der Belehrbarkeit.

### Altertumswissenschaft
Die einzelnen Phasen des Aufstiegs von den Schatten in der Höhle bis zum Anblick der Sonne werden in der Forschung kontrovers diskutiert. Dabei geht es insbesondere um die Frage, ob diese Phasen mit den vier Abschnitten der Linie im Liniengleichnis übereinstimmen und den diesen Abschnitten zugeordneten vier Erkenntnisarten entsprechen. Damit hängt die Frage zusammen, wie die Etappen der Umgewöhnung des befreiten Höhlenbewohners den Stufen des philosophischen Erkenntniswegs und den Klassen der philosophischen Erkenntnisobjekte zuzuordnen sind. Ein weiteres Thema der Forschung ist der Zusammenhang zwischen dem Aufstieg im Gleichnis und dem Bildungsprogramm Platons.
Eine Übereinstimmung von vier Aufstiegsphasen des Höhlengleichnisses mit den vier Erkenntnisarten des Liniengleichnisses gilt vielen Forschern als plausibel, aber manche sehen keine Analogie zwischen der Höhle und dem unteren Teil der Linie im Liniengleichnis. Die Ansichten der Befürworter der Analogie unterscheiden sich in Einzelheiten der Zuordnung der Aufstiegsphasen zu Linienabschnitten (Erkenntnisarten) und Klassen der Erkenntnisobjekte. Eine der Deutungen, die von Analogie zwischen Höhlen- und Liniengleichnis ausgehen, stammt von Rudolf Rehn. Ihr zufolge entspricht erkenntnistheoretisch der Schattenwelt der Höhle die auf bloße Schatten und Spiegelbilder bezogene Mutmaßung (eikasía) des Liniengleichnisses. Den Gegenständen, welche im Höhlengleichnis die Schatten werfen, wird das auf wahrgenommene materielle Objekte bezogene Fürwahrhalten (pístis) im Liniengleichnis zugeordnet. Die Naturgegenstände des Höhlengleichnisses, deren Abbilder die schattenwerfenden Objekte sind, versinnbildlichen mathematische Gegenstände, denen die Erkenntnisweise des begrifflichen Denkens (diánoia) im Liniengleichnis zugeordnet ist. Die Himmelswahrnehmung im Höhlengleichnis entspricht in diesem Schema der Vernunfterkenntnis (nóēsis) des Liniengleichnisses. Andere Forscher haben Zuordnungsschemata vorgeschlagen, die hiervon im Detail abweichen.
Dass die Sonne des Höhlengleichnisses die Idee des Guten versinnbildlicht und dass der befreite Höhlenbewohner diese Sonne tatsächlich gesehen hat, geht aus Platons Text unzweifelhaft hervor. Der platonische Sokrates bekennt jedoch, er selbst habe dieses Ziel nicht erreicht. Dies ist in der Forschung unterschiedlich interpretiert worden. Die Deutung, wonach Platon das Ziel für prinzipiell unerreichbar und bestenfalls eine Annäherung für möglich hielt, wird vom Text des Gleichnisses nicht gestützt. Zu Platons Selbsteinschätzung hinsichtlich seines eigenen Erkenntnisstands gibt die Politeia nichts her.
Eine in der Forschung oft diskutierte Frage betrifft die Rückkehr des Befreiten in die Höhle. Sie versinnbildlicht die Bereitschaft des Philosophen, sich in den Dienst der Gemeinschaft zu stellen und damit große Unannehmlichkeiten auf sich zu nehmen, obwohl ein rein beschauliches Leben für ihn weitaus erfreulicher wäre. Der Philosoph handelt so, weil er im Sinne von Platons Gerechtigkeitsbegriff gerecht sein will. Hier scheint ein Widerspruch zu Platons Behauptung zu bestehen, ein gerechtes Verhalten liege stets im (richtig verstandenen) eigenen Interesse des Handelnden. Der Philosoph kann sich aber der Gemeinschaft nicht verweigern, da er durch ein solches Verhalten eine Ungerechtigkeit beginge. Damit brächte er sich um den Besitz der Grundtugend Gerechtigkeit und würde sein Verhältnis zur Ideenwelt, die sein Orientierungsmaßstab ist, beeinträchtigen, sich also selbst einen schweren Schaden zufügen. Das kann nicht in seinem Interesse sein. Somit handelt er auch in seinem Interesse, wenn er ein angenehmeres Leben für ein mühseligeres aufgibt. Als Gerechter, der er ist, hat er keine Alternative zur Gerechtigkeit.

### Belletristik
Der Dichter Christoph Martin Wieland verfasste 1752 das Gedicht Die Natur der Dinge, in dem er das Befreiungsmotiv des Höhlengleichnisses aufgriff. Seine Version ähnelt mehr der des Aristoteles als der Platons.
Friedrich Dürrenmatt schilderte in seiner Erzählung Der Winterkrieg in Tibet (1981) eine Höhlenszene, die sich ein verwundeter Söldner vor seinem Tod vorstellt. Es handelt sich um eine Version von Platons Gleichnis, die mit diesem in manchen Einzelheiten übereinstimmt, aber stark verfremdet ist.
Der norwegische Schriftsteller Jostein Gaarder gestaltete in seinem philosophischen Roman Das Kartengeheimnis (1990) eine vom Höhlengleichnis inspirierte phantastische Szenerie. Auch in seinem weltweit erfolgreichen Roman Sofies Welt (1991) ging er auf das Höhlengleichnis ein.
Der Literaturnobelpreisträger José Saramago veröffentlichte im Jahr 2000 seinen Roman A Caverna (Die Höhle, deutsche Übersetzung unter dem Titel Das Zentrum). Darin übertrug er das Motiv des Höhlengleichnisses in die Moderne. Als Höhle im Sinne des Gleichnisses fungiert ein gigantisches Einkaufszentrum, ein Gebäudekomplex, der zugleich Konsumtempel mit künstlichen Erlebniswelten und Wohnanlage ist. Dort kann man sein ganzes Leben verbringen. Bei Bauarbeiten wird unter dem Zentrum eine Höhle gefunden, in der die mumienartigen Leichen von sechs Personen sitzen, die zu ihren Lebzeiten wie in Platons Schilderung gefesselt waren. Unter dem Eindruck dieser Entdeckung verlassen die Protagonisten des Romans das Zentrum.
Der Schweizer Schriftsteller und Künstler Matthias A. K. Zimmermann beschreibt in seinem Roman Kryonium. Die Experimente der Erinnerung ein Computerspiel, dessen Algorithmen aus Gehirnströmen virtuelle Welten erschaffen. Die Hauptfigur gerät in eine Welt des Vergessens und der Dunkelheit, welche das Höhlengleichnis simuliert. Der Erzähler erwacht auf einem Schloss und muss gegen sein Erinnerungsvermögen anspielen und so schrittweise immer höhere Erkenntnisstufen erlangen, die ihm dabei helfen, den Ausweg aus der virtuellen Welt zu finden, die ihn gefangen hält. Der Philosoph und Medientheoretiker Stephan Günzel hebt im Nachwort dieses Romans die zahlreichen Parallelen und Anspielungen auf das Motiv des Höhlengleichnisses hervor.
Die britische Schriftstellerin Susanna Clarke wählt als Handlungsort für ihren im Jahr 2020 erschienene Roman Piranesi eine nur auf übernatürlichen Wegen erreichbare Paralleldimension, die sich aus einer unerschöpflichen Anzahl von Hallen und Vorhöfen zusammensetzt, und bei Neuankömmlingen allmählichen Gedächtnis- und Identitätsverlust auslöst. So glaubt auch der titelgebende Protagonist des Romans, schon seit jeher in dieser Welt, die er selbst nur als „das Haus“ bezeichnet, gelebt zu haben. Seine einzigen Anhaltspunkte für eine mögliche Welt außerhalb des Hauses sind die unzähligen Statuen, die die Räume des Hauses säumen und Figuren und Szenen aus der Vergangenheit und Gegenwart seiner Heimatwelt darstellen. Die Statuen erfüllen dieselbe Funktion wie die Schatten in Platos Höhlengleichnis – sie repräsentieren eine übergeordnete Realität, deren sich der Gefangene nicht bewusst ist.

### Bildende Kunst

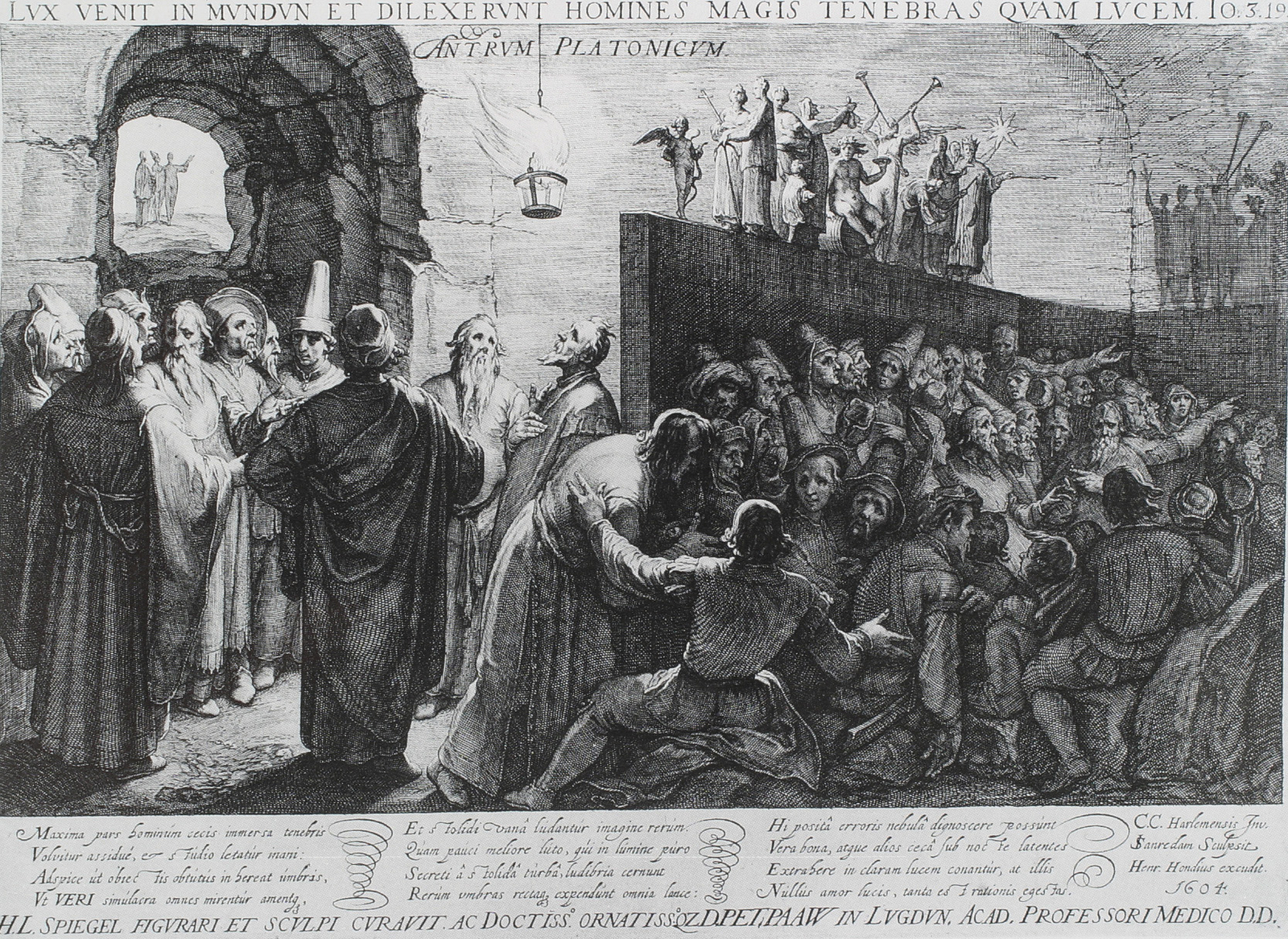
Der Kupferstich „Die platonische Höhle“ von Jan Saenredam nach dem Ölgemälde von Cornelis van Haarlem

Trotz der intensiven Rezeption des Höhlengleichnisses in der Neuzeit wurde es nur sehr selten als Motiv in der bildenden Kunst verwendet. Cornelis van Haarlem schuf 1598 ein Ölgemälde, das die Szenerie zeigt. Nach der Vorlage dieses Gemäldes, das nicht erhalten geblieben ist, schuf im Auftrag des Amsterdamer Dichters Hendrik Laurenz Spiegel im Jahr 1604 Jan Saenredam den Kupferstich Antrum Platonicum („Die platonische Höhle“), von dem zahlreiche Drucke in europäischen Grafiksammlungen erhalten sind und unterschiedliche kunsthistorische Interpretationen erfahren hat.
Der Maler Ferdinand Springer illustrierte das Höhlengleichnis mit sechs Radierungen.

### Film
Bernardo Bertolucci verwendete das Motiv von Platons Höhlengleichnis in seinem Film Der große Irrtum (1970), Alice Rohrwacher im Kurzfilm An Urban Allegory (2024).

## Textausgaben und Übersetzungen
- Otto Apelt, Karl Bormann: Platon: Der Staat. Über das Gerechte (= Philosophische Bibliothek, Bd. 80). 11., durchgesehene Auflage, Meiner, Hamburg 1989, ISBN 3-7873-0930-6, S. 268–274 (nur Übersetzung)
- John Burnet (Hrsg.): Platonis opera. Band 4, Clarendon Press, Oxford 1902 (kritische Ausgabe ohne Übersetzung; oft nachgedruckt).
- Gunther Eigler (Hrsg.): Platon: Politeia. Der Staat (= Platon: Werke in acht Bänden. Band 4). 2. Auflage. Wissenschaftliche Buchgesellschaft, Darmstadt 1990, ISBN 3-534-11280-6, S. 554–567 (kritische Edition; bearbeitet von Dietrich Kurz, griechischer Text von Émile Chambry, deutsche Übersetzung von Friedrich Schleiermacher).
- Rudolf Rehn (Hrsg.): Platons Höhlengleichnis. Das Siebte Buch der Politeia. Dieterich’sche Verlagsbuchhandlung, Mainz 2005, ISBN 3-87162-062-9 (griechischer Text ohne kritischen Apparat mit Übersetzung und Erläuterungen; Einleitung von Burkhard Mojsisch).
- Rüdiger Rufener (Hrsg.): Platon: Der Staat. Politeia. Artemis & Winkler, Düsseldorf/Zürich 2000, ISBN 3-7608-1717-3 (griechischer Text nach der Ausgabe von Émile Chambry ohne den kritischen Apparat, deutsche Übersetzung von Rüdiger Rufener, Einführung und Erläuterungen von Thomas Alexander Szlezák).
- Wilhelm Wiegand: Der Staat, Buch VI–X. In: Platon: Sämtliche Werke. Band 2, Lambert Schneider, Heidelberg ohne Jahr (um 1950), S. 205–407, hier: 248–254 (nur Übersetzung).

### Deutung des Gleichnisses
- Rafael Ferber: Platos Idee des Guten. 2. Auflage. Academia Verlag, Sankt Augustin 1989, ISBN 3-88345-559-8, S. 115–148.
- Thomas Alexander Szlezák: Das Höhlengleichnis (Buch VII 514a–521b und 539d–541b). In: Otfried Höffe (Hrsg.): Platon: Politeia. 3. bearbeitete Auflage. Akademie-Verlag, Berlin 2011, ISBN 978-3-05-004978-6, S. 155–173.
- Bernhard H. F. Taureck: Metaphern und Gleichnisse in der Philosophie. Versuch einer kritischen Ikonologie der Philosophie. Suhrkamp, Frankfurt am Main 2004, ISBN 3-518-29266-8, S. 320–351.

### Rezeption
- Wilhelm Blum: Höhlengleichnisse. Thema mit Variationen. Aisthesis Verlag, Bielefeld 2004, ISBN 3-89528-448-3.
- Konrad Gaiser: Das Höhlengleichnis. In: Konrad Gaiser: Gesammelte Schriften. Academia Verlag, Sankt Augustin 2004, ISBN 3-89665-188-9, S. 401–410.
- Konrad Gaiser: Il paragone della caverna. Variazioni da Platone a oggi. Bibliopolis, Napoli 1985, ISBN 88-7088-126-1.